# Personaggi di Lamù

Il cast completo della serie, con Ataru e Lamù in primo piano, nell'epilogo del quinto film

Questa è la lista dei personaggi di Lamù, manga di Rumiko Takahashi pubblicato in Giappone dal 1978 al 1987. Gli stessi compaiono anche nelle opere derivate come la serie televisiva anime, i film, gli OAV e i videogiochi.

## Protagonisti

### Ataru Moroboshi
Ataru Moroboshi è il protagonista della serie. È un ragazzo decisamente sfortunato a seguito di una serie di eventi capitati in occasione della sua nascita: è infatti nato venerdì 13 aprile, giorno di Butsumetsu, in una notte di luna piena. A queste circostanze si aggiungono quelle accadute alla madre partoriente nel tragitto da casa all'ospedale, che costituiscono un campionario di azioni considerate portasfortuna: per evitare di incrociare un gatto nero che le attraversava la strada è passata sotto una scala e ha urtato un carrello portavivande facendo rovesciare il sale; il carrello è poi entrato in un negozio di specchi rompendone alcuni. Il suo nome in giapponese viene tradotto come "essere colpito da una stella cadente", situazione che descrive gli avvenimenti assurdi e portatori di malasorte che lo coinvolgono.
Ataru ha un atteggiamento svogliato ed è considerato un buono a nulla. Inizialmente è fidanzato con Shinobu, una sua amica di infanzia, ma ciò nonostante il suo comportamento libertino e donnaiolo lo porta a inseguire ogni donna che incontra. Con l'arrivo degli alieni oni sulla Terra, Ataru viene scelto a caso per sfidare Lamù e poter guadagnare la salvezza per sé e per il genere umano; il ragazzo riesce nell'impresa ma a causa di un malinteso Lamù interpreta le sue parole come una proposta di matrimonio e si affeziona morbosamente a lui. L'arrivo di Lamù mette a dura prova la relazione tra Ataru e Shinobu, perché l'aliena ricorre a ogni stratagemma per farli lasciare. Nonostante in alcune occasioni Ataru dimostri di provare ancora dei sentimenti per Shinobu, la storia tra i due finisce e il ragazzo fa quindi coppia con Lamù, dando origine a una relazione amore-odio tra i due. Anche dopo il fidanzamento Ataru non perde la sua indole di seduttore, scatenando puntualmente le ire e la gelosia di Lamù. Nel corso della storia deve spesso vedersela con Ten (che lo vuole incenerire perché lo ritiene troppo stupido e indegno come marito per la cugina Lamù) e con Shutaro (che lo considera un rivale in amore e lo vuole uccidere con la sua katana).

### Lamù
Lamù è la co-protagonista della serie. È un'aliena, figlia del gran capo degli oni, ed è in grado di volare ed emettere scariche elettriche. Lamù è molto bella e il suo abbigliamento tipico è costituito da un bikini tigrato associato a degli stivali al ginocchio, anche questi tigrati. I suoi capelli sono di una infinità di colori iridescenti, che nell'anime sono stati resi di un colore verde per semplificare il compito dei disegnatori.
Nel remake le è stata data la chioma iridescente tipica del manga.
Sulla testa, in prossimità delle tempie, ha due cornetti che rappresentano lo yin. Ha due vistosi e appuntiti denti canini e detesta l'aglio.
È innamorata di Ataru, che chiama "Tesoruccio" (Darling nella versione originale giapponese). Solitamente tranquilla, può arrabbiarsi facilmente soprattutto quando Ataru rivolge la sua attenzione verso altre donne: in questo caso non esita a sfogare la rabbia provocata dalla gelosia lanciando le sue scariche elettriche sul ragazzo, picchiandolo furiosamente e mordendolo. Non è una brava cuoca, e come tutti gli oni mangia cibi piccantissimi senza problemi. Più volte tenta di offrire le sue pietanze ad Ataru, senza pensare al fatto che il cibo degli oni non è commestibile per gli esseri umani.

## Umani

### Shinobu Miyake
Shinobu Miyake (三宅 しのぶ?, Miyake Shinobu) è un'amica d'infanzia e compagna di classe di Ataru. All'inizio della storia è la fidanzata di Ataru e si dimostra sinceramente affezionata a lui, anche se non sopporta i continui flirt del ragazzo con altre donne. La loro relazione si inceppa quando sulla Terra giunge Lamù, la quale inizia a comportarsi come se fosse la moglie di Ataru e impedisce in ogni modo che il ragazzo si avvicini a lei. Per un po' di tempo Shinobu e Ataru tentano comunque di incontrarsi ma alla fine la loro relazione si interrompe e i due si lasciano. Dopo la separazione Ataru tenta comunque di riallacciare il suo rapporto con Shinobu, la quale, pur dando prova di nutrire ancora dei sentimenti per lui, dimostra spesso un forte rancore nei suoi confronti. È una ragazza romantica che nutre il sogno di legarsi stabilmente, ma viene spesso avvicinata da ragazzi alquanto strani. Si invaghisce di Shutaro ma non viene ricambiata in quanto egli ha occhi solo per Lamù. Alla fine conosce Inaba, un ragazzo che lavora per una strana organizzazione trans-dimensionale, e inizia a ricambiare le attenzioni del ragazzo per lei. Shinobu è una ragazza dolce e romantica, ma quando si arrabbia diventa violenta ed esterna una forza sovrumana che le permette di lanciare a lunga distanza oggetti pesantissimi; una volta che si è sfogata torna ad essere la ragazza tranquilla e delicata che tutti conoscono.
È doppiata in giapponese da Saeko Shimazu e Maaya Uchida (Lamù e i casinisti planetari - Urusei yatsura) e in italiano da Monica Cadueri (ep. 1-109), Cinzia Massironi (film e OAV), Susanna Fassetta (ep. 110-152 1ª voce), Ludovica Marineo (ep. 110-152 2ª voce), Laura Boccanera (ep. 110-152 3ª voce), Letizia Scifoni (ep. 153-218), Veronica Cuscusa (Lamù e i casinisti planetari - Urusei yatsura).

### Kosuke Shirai
Kosuke Shirai (白井 コースケ?, Shirai Kōsuke) è il migliore amico di Ataru e suo compagno di classe. È essenzialmente un personaggio di contorno della serie, anche se è spesso coinvolto nelle disavventure della classe di Ataru. Anche se a volte sembra avere una cotta per Lamù è fidanzato, e normalmente il suo ruolo è quello di "voce" per il resto della classe. Compare solamente nel manga e nel dodicesimo OAV, mentre nell'anime del 1981 il suo ruolo è sostituito da quello degli ammiratori di Lamù, in particolar modo da Perma. Doppiato in originale da Shinya Takahashi e in italiano da Davide Farronato (Lamù e i casinisti planetari - Urusei Yatsura).

### Ammiratori di Lamù
Megane, Perma, Kakugari e Chibi sono quattro compagni di classe di Ataru ammiratori e innamorati di Lamù. Controllano che Ataru non faccia soffrire la loro beniamina, e se uno dei quattro vede la ragazza triste o giù di morale il gruppo reagisce picchiando violentemente Ataru, ritenendolo responsabile della situazione. Nel manga i quattro personaggi appaiono soltanto nei primi capitoli e hanno un ruolo marginale; nell'anime e nei film tratti dalla serie hanno invece un ruolo più marcato. Megane è l'unico realmente innamorato di Lamù e vorrebbe essere al fianco della ragazza al posto di Ataru, che considera come un rivale. È il personaggio più carismatico del gruppo, un filosofo e intellettuale, ma anche impacciato, sognatore e fanatico. Megane è un otaku appassionato di fantascienza, di guerra e di modellini. Il suo ruolo all'interno dell'anime diventa sempre più importante, fino a diventare una sorta di voce narrante nel film Lamù - Beautiful Dreamer in cui gli eventi sono raccontati dal suo punto di vista. In giapponese megane significa "occhiali": si tratta di un soprannome dato al personaggio (che ne indossa un paio); il suo vero nome è Satoshi. Gli altri componenti del gruppo hanno un'importanza minore rispetto a Megane: Perma ("permanente") è il personaggio più caratterizzato del gruppo. Alto e magro, ha una personalità più libera e tranquilla: dei quattro è l'unico che ha una fidanzata, contravvenendo alla linea di "fedeltà totale a Lamù" imposta da Megane. Kakugari ("taglio alla moda") è un ragazzo piuttosto robusto e forte ed è grande amico di Chibi ("pulcino", "animale più piccolo del normale"), l'ultimo componente del gruppo, che però picchia spesso. I tre sono fedelissimi alla causa di Megane e raramente ne discutono gli ordini. 
Megane è doppiato in giapponese da Shigeru Chiba e in italiano da Fabrizio Mazzotta (ep. 2), Vittorio Guerrieri (ep. 6, 13-14, 33-34), Giovanni Petrucci (ep. 9-10), Massimiliano Manfredi (ep. 15-16, 21-28), Mino Caprio (ep. 17-18), Fabrizio Manfredi (ep. 35-52), Stefano Onofri (ep. 53-109), Stefano Mondini (ep. 110-152), Gabriele Lopez (ep. 153-218), Marco Balzarotti (film e OAV), Luca Semeraro (Beautiful Dreamer) e da Loris Bondesan (Lamù e i casinisti planetari - Urusei Yatsura). Perma è doppiato in giapponese da Akira Murayama e in italiano da Monica Cadueri (ep. 2), Fabrizio Mazzotta (ep. 4), Fabrizio Manfredi (ep. 9-10, 33-34, 67-109), Corrado Conforti (ep. 15-16, 23-24, 41-42, 48-57, 60-62), Stefano Onofri (ep. 17-18), Rory Manfredi (ep. 25-28, 59, 65), Massimiliano Manfredi (ep. 35-40, 45-47), Giorgio Locuratolo (ep. 110-152), George Castiglia (ep. 153-218), Patrizio Prata (film e OAV), Marco Balzarotti (Beautiful Dreamer). Kakugari è doppiato in giapponese da Shinji Nomura e Sho Okumura (Lamù e i casinisti planetari - Urusei Yatsura) e in italiano da Oreste Baldini (ep. 2-6), Fabrizio Mazzotta (ep. 9-16, 19-20, 23-109), Fabrizio Manfredi (ep. 17-18, 21-22), Massimo Corizza (ep. 110-152), Mirko Mazzanti (ep. 153-218), Aldo Stella (film e OAV) e Gabriele Donolato (Lamù e i casinisti planetari - Urusei Yatsura). Chibi è doppiato in giapponese da Issei Futamata e in italiano da Fabrizio Mazzotta (ep. 6), Fabrizio Manfredi (ep. 9-10), Stefano Onofri (ep. 13-16, 37-55), Christian Fassetta (ep. 25-28, 59-65), Rory Manfredi (ep. 67-109), Massimo Corizza (ep. 110-152), Luca Ferrante (ep. 153-218), Pasquale Ruju (film), Davide Garbolino (Beautiful Dreamer), Renato Novara (OAV) e da Simone Lupinacci (Lamù e i casinisti planetari - Urusei Yatsura).

### Famiglia Fujinami

#### Ryūnosuke Fujinami
Ryūnosuke Fujinami (藤波 竜之介?, Fujinami Ryūnosuke) è una ragazza che il padre ha cresciuto come se fosse un maschio. Inizialmente i due gestiscono uno sperduto ristorante sulla spiaggia, ma in seguito si trasferiscono a Tokyo, prendono in gestione il negozio posto all'interno del liceo Tomobiki e alloggiano nel retrobottega del locale. Dopo il trasferimento Ryūnosuke si iscrive al liceo Tomobiki, dove frequenta la stessa classe di Ataru e Lamù. L'eccentrico padre desiderava un figlio maschio e, alla nascita della bambina, ha portato avanti il suo progetto crescendo la figlia come un figlio. Per questo l'ha chiamata "Ryūnosuke", un nome tipicamente maschile, la obbliga a indossare la divisa scolastica maschile, a portare i capelli corti, a fasciarsi il seno per nasconderlo e fin dall'infanzia la sottopone a duri allenamenti nelle arti marziali. A causa dell'educazione ricevuta Ryūnosuke ha sviluppato una personalità fortemente mascolina; inoltre gli allenamenti a cui si è sottoposta le hanno conferito una grande forza fisica. Ryūnosuke non riesce quindi a comportarsi come una donna e a mettere in mostra la sua femminilità; le rare volte che tenta di comportarsi come una ragazza è estremamente impacciata e risulta poco credibile. Ciononostante a causa del suo aspetto fisico ha un grande successo con le ragazze che, credendola un maschio, provano attrazione per lei. Ataru e Shutaro sono gli unici a rendersi conto che Ryūnosuke è una donna.
È doppiata in giapponese da Mayumi Tanaka e Ayahi Takagaki (Lamù e i casinisti planetari - Urusei yatsura) e in italiano da Gabriella Andreini (ep. 86-88, 106-109), Laura Boccanera (ep. 91-105), Renata Biserni (ep. 110-152 1ª voce), Susanna Fassetta (ep. 110-152 2ª voce), Gilberta Crispino (ep. 153-218), Irene Scalzo (film e OAV), Annalisa Longo (Lamù e i casinisti planetari - Urusei yatsura).

#### Signor Fujinami
Il signor Fujinami (藤波 領主?, Fujinami ryōshu) è il padre di Ryūnosuke e il gestore di un ristorante sulla spiaggia chiamato Hamachiya. Desidera un figlio maschio a cui cedere l'attività, così quando la moglie Masako partorisce una femmina lui la cresce come se fosse un maschio e le dà un nome tipicamente maschile: Ryūnosuke. Poco dopo la nascita della bambina Masako si separa dal marito lasciandolo da solo con la figlia. Pur di non ammettere di essere stato abbandonato il signor Fujinami inventa una serie di storie paradossali su Masako e frequenta moltissime donne per tentare di dare una figura materna a Ryūnosuke. È particolarmente cocciuto quando, negando l'evidenza, continua a sostenere che Ryūnosuke è un maschio. Il suo comportamento fa arrabbiare Ryūnosuke, che vorrebbe essere considerata come una ragazza: i loro furiosi litigi si concludono spesso con una violenta rissa, in cui l'uomo ricorre a trucchi e menzogne pur di batterla. È doppiato da Masahiro Anzai, Tōru Ōkawa (Corsa di nuoto ad ostacoli) e Shigeru Chiba (Lamù e i casinisti planetari - Urusei yatsura) e in italiano da Stefano Mondini, Angelo Nicotra, Luciano Marchitiello, Sergio Di Giulio, Maurizio Scattorin (film), Antonello Governale (OAV) e Luca Ghignone (Lamù e i casinisti planetari - Urusei yatsura).

### Famiglia di Sakurambo

#### Sakurambo
Sakurambo (錯乱坊?, Sakuranbō, chiamato Cherry nell'adattamento italiano del remake) è un vecchio monaco buddista, basso di statura, pelato e dall'aspetto sgradevole e inquietante. Una gag caratteristica della serie è la sua improvvisa entrata in scena, in situazioni nelle quali non si aspetta di vederlo, che causa un forte spavento negli altri personaggi presenti. Sakurambo è lo zio di Sakura. Dotato di un enorme appetito, è sempre pronto a tutto pur di scroccare del cibo al primo malcapitato che incontra. Convinto che Ataru sia l'uomo più sfortunato del mondo, è sempre pronto a impegnarsi per proteggere il ragazzo dal suo destino. Sakurambo è dotato di enormi poteri soprannaturali ed è in grado di preparare potenti pozioni magiche, ma a causa del suo comportamento eccentrico e del suo atteggiamento perde gran parte della credibilità e i suoi interventi spesso non fanno altro che peggiorare la situazione. La sua residenza abituale è costituita da una tenda, piantata in un parco vicino alla casa di Ataru, nella quale vive in compagnia di moltissimi gatti.
È doppiato in giapponese da Ichirō Nagai e Wataru Takagi (Lamù e i casinisti planetari - Urusei yatsura) e in italiano da Dante Biagioni (ep. 1-109), Giorgio Melazzi (ep. 10, 16, ed. Yamato Video), Angelo Nicotra (ep. 110-152 1ª voce), Luca Dal Fabbro (ep. 110-152 2ª voce), Dante Biagioni (ep. 153-218), Riccardo Peroni (film), Aldo Stella (Beautiful Dreamer), Mario Scarabelli (OAV, 1ª voce), Pietro Ubaldi (OAV 2ª voce e Lamù e i casinisti planetari - Urusei Yatsura).

#### Sakura
Sakura (サクラ?) è la nipote di Sakurambo. È una sacerdotessa shintoista o miko specializzata in esorcismi, che si guadagna da vivere anche come infermiera della scuola superiore di Tomobiki. È una donna matura e intelligente, caratterialmente molto forte e decisa. È spesso irritabile e autoritaria, e non tollera assolutamente le tendenze lascive degli adolescenti. Bisticcia spesso con lo zio a causa dei suoi comportamenti stravaganti e per il suo credo religioso buddhista. A differenza dello zio è alta, snella e attraente. Il suo aspetto fisico attira le attenzioni di tutti i maschi della scuola che tentano spesso di importunarla, ma Sakura non esita a colpire violentemente i suoi pretendenti per tenerli lontani. Da Sakurambo ha preso invece l'insaziabile appetito, che le permette di mangiare quantità incredibili di cibo senza che la sua linea ne risenta. Sakura è fidanzata con il mago Tsubane Ozuno, ma i rari incontri tra i due vengono sempre disturbati dalla presenza di Ataru o di altri personaggi della serie.
È doppiata in giapponese da Machiko Washio e Miyuki Sawashiro (Lamù e i casinisti planetari - Urusei yatsura) e in italiano da Roberta Rem (ep. 9-95, 97-98), Serena Spaziani (ep. 96, 99-109), Renata Biserni (ep. 110-152), Susanna Fassetta (ep. 110-152, da giovane), Emanuela Baroni (ep. 153-218), Caterina Rochira (film), Maddalena Vadacca (OAV), Valentina Pollani (Lamù e i casinisti planetari - Urusei yatsura).

#### Tsubame Ozuno
Tsubame Ozuno (尾津乃つばめ?, Ozuno Tsubame) è il fidanzato di Sakura. Di aspetto fisico debole e minuto, si lascia influenzare molto facilmente e appare abbastanza ingenuo perché spesso non riesce a comprendere il senso dei discorsi che Sakurambo e Sakura gli rivolgono. Tsubame si è specializzato nella magia nera europea e, spesso, evoca mostri come Frankenstein e Dracula. Nonostante gli studi approfonditi sembra che non sia molto bravo nelle arti magiche: quasi sempre Tsubame perde il controllo sui mostri evocati e le sue magie hanno esiti disastrosi. Una gag ricorrente è quella che riguarda i suoi incontri galanti con Sakura: ogni volta che i due fidanzati rimangono da soli e stanno per baciarsi vengono regolarmente interrotti da Lamù, Ataru, Shinobu, Shutaro e Ten. È doppiato in giapponese da Kazuhiko Inoue e Takahiro Sakurai (Lamù e i casinisti planetari - Urusei yatsura) e in italiano da Oreste Baldini (ep. 57), Fabrizio Manfredi (ep. 83), Massimiliano Manfredi (ep.103-105), Giorgio Locuratolo (ep. 110-152, 1ª voce), Luca Dal Fabbro (ep. 110-152, 2ª voce), Stefano Crescentini (ep. 153-218), Ruggero Andreozzi (OAV) e Davide Albano (Lamù e i casinisti planetari - Urusei yatsura).

### Liceo Tomobiki

#### Preside
Preside (校長先生?, Kouchou-sensei) è il preside del liceo Tomobiki. Nella prima apparizione nell'anime viene rappresentato in maniera molto diversa rispetto al personaggio del manga sia per l'aspetto fisico che per il carattere: una distinta persona di mezza età con una forte stempiatura che gli lascia quasi scoperta la parte superiore della testa. Porta i baffi e indossa un paio di occhiali dalle lenti spesse. Negli episodi successivi viene sostituito dal preside rappresentato nel manga: la calvizie è accentuata, i baffi spariscono e le lenti degli occhiali diventano molto più grandi. Il suo carattere è tranquillo e generalmente riesce a rimanere impassibile anche di fronte alle situazioni più caotiche. Molto spesso viene rappresentato nel suo ufficio, intento a prendere il tè insieme al suo grande amico Kotatsu Neko, quasi del tutto incurante del comportamento stravagante dei suoi studenti. Il Preside si arrabbia solamente quando vengono violate alcune specifiche norme del regolamento d'istituto (come correre per i corridoi) o quando le azioni degli studenti portano alla distruzione della scuola. In alcune storie è l'organizzatore di bizzarre feste o eventi presentati agli studenti come importanti momenti didattici, che in realtà hanno lo scopo di realizzare i suoi sogni giovanili. Gli studenti, di solito, fanno di tutto per evitare di partecipare a questi eventi che tendono a trasformarsi in momenti di caos. È doppiato in italiano da Ettore Conti (ep.31-32), Diego Michelotti (ep.39-40), Giorgio Giuliano (ep.70, 74), Sandro Sardone (ep. 153-218), Federico Danti (Lamù e i casinisti planetari - Urusei yatsura).

#### Onsen Mark
Onsen Mark (温泉マーク?, Onsen Māku) è uno degli insegnanti della classe 2-4 del liceo Tomobiki, frequentata da Ataru, Lamù e dagli altri protagonisti della serie. È un uomo di mezza età con l'unica passione per l'insegnamento, frustrato perché le sue lezioni di inglese vengono sempre disturbate dagli studenti o altri personaggi che entrano in classe a sorpresa. Dal suo punto di vista Ataru impersona tutti i mali del mondo, e questo lo autorizza a rimproverarlo o a punirlo ogni volta che qualcuno disturba la lezione. Nell'anime il posto di insegnante della classe 2-4, prima che da Onsen Mark, viene ricoperto in primo luogo da un professore non meglio identificato ed in seguito da Sanjuro Kuribayashi. Quest'ultimo, per aspetto fisico e carattere, è molto simile ad Onsen Mark. Dopo una fugace apparizione il professor Kuribayashi scompare lasciando il ruolo di insegnante principale della classe di Ataru a Onsen Mark.
È doppiato in giapponese da Michihiro Ikemizu e Kenta Miyake (Lamù e i casinisti planetari - Urusei Yatsura) e in italiano da Enzo Garinei (ep. 59), Mino Caprio (ep. 60-65), Pino Ferrara (ep. 68-109), Giorgio Locuratolo (ep. 110-152 1ª voce), Angelo Nicotra (ep. 110-152 2ª voce), Massimo Bitossi (ep. 153-218), Maurizio Scattorin (film), Marco Pagani (OAV) e da Matteo Brusamonti (Lamù e i casinisti planetari - Urusei Yatsura).

#### Professor Hanawa
Professor Hanawa (花和先生?, Hanawa Sensei) è uno degli insegnanti della classe frequentata da Ataru e Lamù. È un giovane uomo, idealista e pieno di buone intenzioni. Ha molta fiducia nei propri studenti, e non esita a prendere le difese della propria classe nonostante il comportamento inqualificabile dei ragazzi. Un suo grande difetto è l'ottusità, che lo porta a non credere a quello che vede. Hanawa si rifiuta di credere che Lamù sia un'aliena anche quando la vede volare e preferisce credere che sia molto abile a saltare. A causa di questo aspetto del suo carattere gli studenti lo sfruttano o lo ignorano.

#### Sanjuro Kuribayashi
Sanjuro Kuribayashi (栗林三十郎?, Kuribayashi Sanjuro) è uno degli insegnanti del liceo Tomobiki. Il personaggio è presente soltanto nell'anime ed entra in scena qualche tempo dopo l'inizio della storia, quando il Preside lo assume per riportare all'ordine la classe 2-4 che definisce come "il cancro della scuola". Kuribayashi si dimostra subito severo e particolarmente aggressivo con la classe, in particolare con Ataru che identifica come uno dei peggiori studenti. L'astio nei confronti del giovane Moroboshi si fa più evidente quando il professore conosce Lamù e se ne invaghisce. La debolezza del professore viene abilmente sfruttata da Ataru per screditare l'insegnante che lo perseguita. Con l'aiuto di Lamù fa in modo che i compagni di classe e il Preside vedano il professore mentre sta per baciare la ragazza: la brutta figura subita attenua i modi aggressivi di Kuribyashi che, dopo alcuni episodi, uscirà di scena lasciando a Onsen Mark il compito di educare la classe 2-4.
Il personaggio ha un aspetto duro ma malinconico e si ispira al samurai Sanjuro, protagonista di due film di successo di Akira Kurosawa: La sfida del samurai e Sanjuro.

### Genitori di Ataru

#### Padre di Ataru
Il padre di Ataru (あたるの父?, Ataru no chichi) è il classico salaryman, un impiegato costretto a duri orari di lavoro per guadagnare i soldi che gli permettono di sostenere la famiglia. Nei momenti di tranquillità che trascorre in casa viene rappresentato mentre indossa un comodo yukata al posto dell'abito che utilizza sul luogo di lavoro. Spesso si lamenta dei turbolenti eventi che si verificano all'interno della casa, provocati da Ataru o dagli strani ospiti che seguono Lamù, durante i quali l'abitazione subisce notevoli danni o viene distrutta, per via del fatto che non ha ancora finito di pagare la casa e che il mutuo lo perseguiterà ancora per molto tempo. Ama leggere il giornale e se qualcuno glielo strappa o toglie di mano lui, prontamente, ne estrae una nuova copia dallo yukata e incurante di tutto riprende a leggere. Silenzioso e timido, ha una scarsa considerazione di sé e nei momenti più difficili non esita a nascondere il volto dietro al giornale. Vorrebbe essere tenuto in maggiore considerazione dai suoi familiari, visto che lui è l'unica persona che lavora e guadagna i soldi necessari al mantenimento di tutti. Al pari della moglie tende a considerare la propria "nuora" Lamù meglio del figlio: entrambi avrebbero voluto avere una figlia, e i comportamenti di Ataru sciocchi e lascivi non fanno che accentuare il distacco verso di lui. Di solito ha un ruolo marginale nella serie, ma nell'episodio 177 La stella cadente è il protagonista della storia.
È doppiato in giapponese da Ken'ichi Ogata e Toshio Furukawa (Lamù e i casinisti planetari - Urusei yatsura) e in italiano da Ettore Conti (ep. 1-66), Pino Ferrara (ep. 24), Franco Latini (ep. 67-78), Marcello Prando (ep. 79-109), Angelo Nicotra (ep. 110-152), Giorgio Locuratolo (ep. 153-218) e Paolo De Santis (Lamù e i casinisti planetari - Urusei Yatsura).

#### Madre di Ataru
La madre di Ataru (あたるの母?, Ataru no haha) riveste il classico ruolo della casalinga e madre di famiglia, che amministra con oculatezza i soldi guadagnati dal marito. Polemica e insoddisfatta, si preoccupa di quello che pensano di lei e della sua famiglia i vicini. Viene abitualmente rappresentata mentre sbriga la faccende di casa, cucina o fa la spesa. Quasi sempre indossa un piccolo grembiule che porta in vita per non sporcarsi la gonna. All'inizio della storia dice spesso ad Ataru la frase «Non dovevo farti nascere!» quando il ragazzo causa dei problemi a lei o alla famiglia. Il comportamento stravagante del figlio la mette in imbarazzo e spesso si vergogna di mostrarsi in pubblico. Il disagio che le causa il figlio diventa più evidente durante i periodici ricevimenti dei genitori organizzati dalla scuola, ai quali cerca di non partecipare per non diventare lo zimbello dei genitori degli altri studenti. Sogna spesso di essere rapita da un ragazzo giovane e di bell'aspetto, con il quale allontanarsi dalla vita infelice che conduce. La signora Moroboshi, comunque, ama molto il marito ed è gelosa se altre donne tentano di insidiarlo. La madre di Ataru ha un ruolo marginale nella serie, ma è protagonista dell'episodio 78 Le casalinghe.
È doppiata in giapponese da Natsumi Sakuma e Keiko Toda (Lamù e i casinisti planetari - Urusei yatsura) e in italiano da Serena Spaziani (ep. 1-66), Gabriella Andreini (ep. 67-109), Renata Biserni (ep. 110-152), Paola Del Bosco (ep. 153-218), Rossana Bassani (film), Renata Bertolas (OAV), Simona Biasetti (Lamù e i casinisti planetari - Urusei yatsura).

### Famiglia Mendo
I Mendo sono una ricchissima famiglia che gestisce una mega-azienda chiamata Mendo Conglomerate. Gli adulti della famiglia Mendo (padre, madre e nonno) sono dei personaggi strani e bizzarri. Il signor Mendo ha un carattere estremamente gioviale: ama giocare scherzi — anche pesanti e grotteschi — al prossimo e difficilmente riesce ad affrontare in maniera seria qualunque discorso. La signora Mendo, invece, è sempre composta e seria. Rifiuta ogni forma di tecnologia, per muoversi utilizza un lentissimo carro trainato da buoi e comunica con gli altri bisbigliando con i servitori che riportano le sue parole all'interlocutore. Il nonno ha lo stesso carattere del signor Mendo; il suo passatempo preferito sembra essere quello di organizzare finte veglie mortuarie anche se gode di ottima salute. Il suo volto è quasi sempre celato da una maschera raffigurante un polpo, simbolo della casata dei Mendo.

#### Shutaro Mendo
Shutaro Mendo (面堂 終太郎?, Mendō Shutaro) è il rampollo della famiglia Mendo e uno dei compagni di classe di Ataru e Lamù. Shutaro è incredibilmente ricco (può permettersi di andare a scuola usando uno degli elicotteri o degli aerei a disposizione della famiglia), bello, affascinante, intelligente, galante e rispettoso con le donne, qualità che sono molto apprezzate dalle compagne di scuola che tentano di corteggiarlo. Il successo che Shutaro riscuote con le donne, il suo comportarsi in maniera un po' snob e sofisticata e la sua condizione economica generano invidia e odio nei ragazzi che frequentano la sua stessa scuola. D'altro canto è anche orgoglioso e narcisista. Tra lui e Ataru nasce una forte rivalità causata dalle differenze di carattere e dal fatto che Lamù non ricambi i suoi sentimenti d'amore. La scontro tra i due da lo spunto a molte delle vicende raccontate all'inizio della serie. Nel seguito della storia Shutaro riesce a integrarsi con il resto dei personaggi, soprattutto quando sarà evidente che nonostante le differenze economiche, il suo carattere è molto simile a quello di Ataru. Shutaro soffre di claustrofobia e ha terrore del buio; se si trova in un ambiente stretto e buio viene colto da una violenta crisi di panico, a meno che non venga osservato da una bella ragazza. Come discendente di una famiglia di samurai è molto abile con la katana che porta sempre con sé e che cura con attenzione.
È doppiato in giapponese da Akira Kamiya e Mamoru Miyano (Lamù e i casinisti planetari - Urusei yatsura) e in italiano da Stefano Onofri (ep. 21-26, 29-56, 167-217), Christian Fassetta (ep. 27-28, 57-66), Fabrizio Mazzotta (ep. 67-109, 153-166), Flavio Arras (Beautiful Dreamer), Gianluca Iacono (negli altri film), Alessio Cigliano (ep. 110-152 1ª voce), Luciano Marchitiello (ep. 110-152 2ª voce), Luca Dal Fabbro (ep. 110-152 3ª voce), Fabio Boccanera (ep. 110-152 4ª voce), Giorgio Locuratolo (ep. 110-152 5ª voce), Paolo Sesana (OAV), Andrea Oldani (Lamù e i casinisti planetari - Urusei yatsura).

#### Ryoko Mendo
Ryoko Mendo (面堂 了子?, Mendō Ryōko) è la sorella minore di Shutaro. Il suo unico divertimento sembra essere quello di progettare e realizzare situazioni che le permettano di spaventare il fratello o di farlo soffrire. Dal punto di vista caratteriale ha ereditato dal padre il grottesco senso dell'umorismo e dalla madre la freddezza che contraddistingue le sue azioni. Nonostante l'aspetto grazioso e delicato e le maniere da ragazza di buona famiglia, Ryoko è infatti animata da un notevole sadismo che si accompagna a comportamenti estremamente crudeli. Si diverte a organizzare sontuose feste, alla quali invita numerosi partecipanti costringendoli a partecipare ai giochi da lei ideati che si rivelano estremamente pericolosi e dalle conseguenze potenzialmente letali. In questo compito è aiutata dai kuroko — i suoi devoti servitori. Abile nelle arti magiche, più volte ha costruito bamboline vudù da utilizzare contro Shutaro, che è la vittima preferita dei suoi scherzi e delle sue umiliazioni. Altri bersagli dei suoi scherzi sono Ataru e Tobimaro: facendo credere ai ragazzi di essersi innamorata di loro li spinge a raggiungerla obbligandoli a percorrere strade piene di ostacoli.
È doppiata in giapponese da Mami Koyama e Marina Inoue (Lamù e i casinisti planetari - Urusei yatsura) e in italiano da Monica Cadueri (ep. 1-109), Laura Lenghi (ep. 153-217), Benedetta Ponticelli (OAV), Federica Simonelli (Lamù e i casinisti planetari - Urusei Yatsura).

### Famiglia Mizunokouji
I Mizunokouji sono la seconda famiglia più ricca del Giappone, proprietari di una grande impresa che produce attrezzature sportive. Hanno un'accesa rivalità verso i Mendo, che va avanti da numerose generazioni. Per riallacciare i rapporti le due famiglie hanno organizzato il matrimonio tra Shutaro Mendo e Asuka Mizunokouji. Il signor Mizunokouji è un uomo che tende a passare inosservato e non ha alcuna influenza sulle dinamiche della vita familiare. L'aspetto anonimo del suo carattere viene sottolineato dalla rappresentazione grafica del personaggio: spesso il suo volto viene disegnato usando alcuni ideogrammi, come fanno i bambini per scherzo nei loro disegni. La signora Mizunokouji è una donna con un carattere forte e autoritario ed è dotata di una notevole forza fisica. Ha quasi sempre un sorriso inespressivo stampato sul volto. La sua preoccupazione maggiore è quella di frenare gli slanci di affetto di Asuka verso il fratello Tobimaro, che considera come un fidanzato. Tra i membri della famiglia appare — solo nel manga — l'asino Tsubasa, il mezzo di trasporto preferito da Tobimaro. L'asino si dimostra decisamente più forte e abile del padrone: spesso obbliga Tobimaro a tirare il carro al suo posto, e ha una mira migliore del ragazzo quando si tratta di colpire un bersaglio con arco e frecce.

#### Tobimaro Mizunokouji
Tobimaro Mizunokouji (水乃小路飛麿?, Mizunokōji Tobimaro) è il figlio primogenito, diciassettenne dei Mizunokouji. Nel corso della storia viene chiamato spesso con i diminutivi "Ton" o "Ton-chan". Lui e Shutaro erano amici di infanzia, ma questo non ha impedito che tra i due nascesse un'accesa rivalità soprattutto nel baseball (disciplina nella quale nessuno dei due eccelle). Tobimaro ha un atteggiamento da "guerriero" verso lo sport; questo lo spinge ad allenarsi duramente anche per anni che trascorre in completo isolamento. I risultati del suo duro lavoro, però, sono estremamente deludenti perché il ragazzo dimostra di essere molto imbranato in ogni cosa tenti di fare. Spesso si vede da solo su alture o alberi in meditazione, che raggiunge servendosi di una lunga scala a pioli. Tobimaro, poco rispettato o addirittura sottomesso da tutti, è stata la prima vittima dei crudeli scherzi architettati da Ryoko. La ragazza, sfruttando la sua ingenuità, fin da bambina si divertiva inventandosi storie d'amore con l'ignaro Tobimaro. Shutaro, indispettito nel vedere Tobimaro al fianco della sorella, reagiva alle parole di Ryoko ingaggiando duri scontri con il rivale. Un altro rapporto molto difficile è quello tra Tobimaro e Asuka. La ragazza è ingenua e ha sviluppato un'insana attrazione amorosa verso il fratello; Tobimaro ha il difficile compito di proteggere la sorella dai pericoli del mondo esterno e convincere la ragazza che l'attrazione che prova verso di lui non è normale. È doppiato da Bin Shimada e Yuki Kaji (Lamù e i casinisti planetari - Urusei yatsura), mentre in italiano da Marco Vivio e Matteo Garofalo (Lamù e i casinisti planetari - Urusei yatsura).

#### Asuka Mizunokouji
Asuka Mizunokouji (水乃小路 飛鳥?, Mizunokōji Asuka) è la sorella minore di Tobimaro. È una bella ragazza che, come vuole una tradizione della famiglia Mizunokouji, è stata tenuta isolata dagli uomini dal momento della sua nascita. La regola non prevede eccezioni nemmeno per i familiari: neanche il padre e Tobimaro l'hanno vista prima che compisse quindici anni, quando la madre le ha concesso il permesso di frequentare persone di sesso maschile. Durante il suo isolamento Asuka, assistita dalle sue servitrici, si è dedicata a duri allenamenti. Il continuo esercizio le ha fatto sviluppare una incredibile forza fisica; allo stesso tempo l'assenza di contatti con il genere maschile l'ha resa estremamente timida e timorosa degli uomini. Il primo ragazzo che Asuka ha visto, una volta uscita dall'isolamento a cui era stata costretta, è stato Ataru. Il comportamento del giovane Moroboshi ha sconvolto Asuka che, dopo questo incontro, ha sviluppato un'autentica fobia verso gli uomini. Asuka è decisamente confusa sui legami di famiglia e sui ruoli legati al sesso. Ha sviluppato un morboso affetto verso il fratello Tobimaro, l'unico uomo che non la terrorizza. Asuka è fidanzata ufficialmente con Shutaro, a seguito del matrimonio combinato organizzato dai genitori dei due ragazzi per porre fine alla rivalità tra le famiglie Mendo e Mizunokouji. Il loro rapporto, però, è piuttosto complicato: Asuka tende sempre a sfuggire a Shutaro mentre lui non ha accettato l'idea del matrimonio combinato. Il giovane Mendo è attratto dalla bellezza di Asuka, ma l'incontrollabile forza fisica della ragazza lo spinge a tenersi lontano da lei. È doppiata da Sumi Shimamoto e Mao Ichimichi (Lamù e i casinisti planetari - Urusei Yatsura) e in italiano da Gemma Donati (serie storica), Arianna Talamona (OAV) e da Laura Valastro (Lamù e i casinisti planetari - Urusei Yatsura).

## Alieni

### Ten
Ten (テン?) è il cuginetto di Lamù. Nel manga Ataru e gli altri ragazzi del Liceo Tomobiki lo chiamano Jariten (ジャリテン?), aggiungendo al suo nome il prefisso jari ("monellaccio"). È un bambino dall'età apparente di circa tre anni, pestifero e intelligente, ed è in grado di volare (anche se molto lentamente) e di sputare fuoco. Ha un corno al centro della testa e come Lamù ha dei canini molto evidenti, indossa un costume tigrato e odia l'aglio. Nell'anime Ten entra quasi subito nel cast dei personaggi, mentre nel manga appare dopo quasi un anno dall'arrivo di Lamù sulla Terra. Ten giunge sul pianeta per conoscere il marito di Lamù, ma quando incontra Ataru lo ritiene indegno di stare accanto alla cugina; il piccolo inizia quindi a impegnarsi per convincere Lamù a lasciare Ataru e tornare sul loro pianeta. Fin dal loro primo incontro Ten e Ataru bisticciano e litigano in continuazione, ma con lo svolgersi della storia si capisce che nonostante i reciproci dispetti che si fanno si trovano molto bene insieme. Ten è profondamente convinto di essere un "bravo bambino", e quando la cosa torna a suo vantaggio è tranquillo ed educato. Di solito, però, è pestifero e se una persona non gli va a genio non esita a offendere, pungolare o incenerire l'interlocutore. Nonostante l'età è estremamente precoce e ama la compagnia delle ragazze, cercando di abbracciarle e stare in loro compagnia. Rispetto a lui ha il vantaggio di avere un'aria innocente, da bravo bambino: le ragazze non vedono alcuna malizia nelle sue azioni e si divertono ad abbracciarlo.
Nel doppiaggio originale Ten si esprime con il dialetto di Osaka. È doppiato in giapponese da Kazuko Sugiyama e da Aoi Yūki (Lamù e i casinisti planetari - Urusei yatsura) e in italiano da Isa Di Marzio (ep. 1-109), Lara Parmiani (film e OAV 1ª voce), Francesca Tretto (OAV 2ª voce), Jasmine Laurenti (Beautiful Dreamer), Susanna Fassetta (ep. 110-152 1ª voce), Laura Boccanera (ep. 110-152 2ª voce), Tatiana Dessi (ep. 153-217) e Sabrina Bonfitto (Lamù e i casinisti planetari - Urusei Yatsura).

### Ran
Ran (ラン?) è una delle amiche d'infanzia di Lamù. Si comporta come una fanciulla dolce, infantile ed elegante quando è felice, ma quando diventa sospettosa o arrabbiata ha reazioni estremamente violente verso coloro che hanno provocato la sua ira usando pistole, bombe, martelli, lanciarazzi e bazooka che estrae solitamente da sotto la gonna. Fa anche uso di bamboline identiche a lei che comunicano un messaggio al destinatario e poi si autodistruggono, chiamate "bambole messaggere". Ha dei lunghi canini che mette in mostra quando è arrabbiata. La sua amicizia con Lamù si è incrinata a causa di Rei: entrambe le ragazze erano innamorate di lui, che scelse di fidanzarsi con Lamù. Per questo Ran ha iniziato a covare un rancore nei confronti dell'amica. Decisa a vendicarsi, Ran giunge sulla Terra con l'intenzione di portare via a Lamù il suo ragazzo Ataru. Per fare questo finge che Ataru le piaccia, flirtando con lui costantemente. La ragazza ha il potere di togliere la giovinezza ai ragazzi che bacia sulle labbra, ed è decisa ad utilizzarlo su Ataru per portare a termine la sua vendetta. Nonostante i suoi sforzi Ran non riesce a baciare Ataru; decide allora di rimanere sulla Terra fino a quando non sarà riuscita a completare il suo piano: si iscrive al Liceo Tomobiki frequentando la classe 2-7 (gli altri protagonisti della serie sono nella 2-4) e prende dimora nella sua nave spaziale posteggiata in un parco vicino all'abitazione dei Moroboshi. Dopo che Lamù ha lasciato Rei, Ran ricomincia a frequentare il ragazzo sperando che si possa innamorare di lei. Cerca di conquistarlo con le sue abilità culinarie e i suoi filtri d'amore, ma i suoi piani vengono sempre mandati a monte da eventi esterni.
Nel doppiaggio italiano di alcuni episodi della prima serie il suo nome viene riportato come "Lan", perché in giapponese il suono delle lettere "R" e "L" è intercambiabile. È doppiata in giapponese da Yō Inoue (nella prima metà della serie) e Kazue Komiya (nella seconda) e Kana Hanazawa (Lamù e i casinisti planetari - Urusei yatsura) e in italiano da Monica Cadueri (ep. 35-36, 68, 88), Angelina Contaldi (ep. 54-61), Claudia Razzi (ep. 83, 90), Gabriella Andreini (ep. 108), Graziella Polesinanti (ep. 110-152 1ª voce), Susanna Fassetta (ep. 110-152 2ª voce), Renata Biserni (ep. 110-152 3ª voce), Valeria Vidali (ep. 153-217), Giulia Franzoso (film e OAV) e Laura Cherubelli (Lamù e i casinisti planetari - Urusei Yatsura).

### Benten
Benten (弁天?) è una delle amiche di infanzia di Lamù. Ha conosciuto Lamù, Ran e Oyuki alla scuola elementare frequentando la stessa classe e insieme a loro ha formato un gruppo molto affiatato. Appare quando Lamù e Ten tornano sul loro pianeta per partecipare alla battaglia che ogni anno in occasione del Setsubun oppone gli oni fukujin: Lamù è la mascotte degli oni mentre Benten è quella dei fukujin. In seguito Benten verrà spesso sulla Terra per fare visita a Lamù — della quale è molto amica — finendo per coinvolgerla nelle sue rocambolesche avventure. Il suo abbigliamento è provocante e succinto. Ha un carattere da maschiaccio: impreca come un marinaio ed è portata a comportamenti spericolati e violenti che sono inconsueti nelle ragazze. Nonostante ciò è anche coraggiosa, di buon cuore e sincera. Nonostante sia priva di poteri soprannaturali, Benten ha uno spirito battagliero. Possiede una potente moto spaziale che adora e utilizza molto spesso — frequenti nell'anime le scene in cui appare all'improvviso in sella alla sua moto — di cui è molto gelosa: non permette a nessuno di toccarla e si infuria se subisce anche un minimo danno.
Il nome "Benten" deriva da Benzaiten, una delle sette divinità della fortuna venerate in Giappone e la dea shintoista della conoscenza, dell'arte e della bellezza. È doppiata in giapponese da Yūko Mita e Shizuka Ishigami (Lamù e i casinisti planetari - Urusei yatsura) e in italiano da Serena Spaziani (ep. 29-30), Monica Cadueri (ep. 68-76), Angelina Contaldi (ep. 108), Renata Biserni (ep. 110-152) e Alessandra Chiari (ep. 153-217), Alessandra Karpoff (film e OAV), Katia Sorrentino (Lamù e i casinisti planetari - Urusei Yatsura).

### Oyuki
Oyuki (おユキ?) è la principessa del pianeta Nettuno e un'amica d'infanzia di Lamù, Benten e Ran, con le quali ha frequentato la stessa classe durante le scuole elementari e medie. Ha il potere di controllare e creare ghiaccio, neve e freddo, e di generare portali dimensionali per spostarsi rapidamente. Solitamente indossa un elegante kimono bianco e tiene i capelli in un'acconciatura a coda di cavallo. Oyuki ha un portamento nobile, ed è molto cortese, galante ed educata. Ha un carattere mite e docile; raramente si arrabbia e, quando questo succede, mantiene apparentemente la calma mentre i suoi poteri di criocinesi si scatenano. Per questo quasi tutti i personaggi della serie la temono. Parla sempre a voce bassa e dimostra di essere la più saggia, matura e aggraziata del gruppo di amiche aliene. È anche una donna d'affari molto abile, sebbene sia avara. È basata sulla yuki-onna (letteralmente "donna delle nevi") del folklore giapponese.
È doppiata in giapponese da Noriko Ohara e Saori Hayami (Lamù e i casinisti planetari - Urusei yatsura) e in italiano da Claudia Razzi (ep. 15-16), Monica Cadueri (ep. 17-18), Gabriella Andreini (ep. 68, 76), Serena Spaziani (ep. 108), Micaela Incitti (ep. 153-217), Donatella Fanfani (OAV), Lara Parmiani (film), Martina Felli (Lamù e i casinisti planetari - Urusei Yatsura).

### Rei
Rei (レイ?) è un oni proveniente dallo stesso pianeta natale di Lamù e Ten. È un ragazzo molto bello e, come tutti gli oni, ha delle caratteristiche fisiche particolari: canini aguzzi, abbigliamento tigrato e un paio di corna sulla testa. Rei è di una stupidità disarmante, non è in grado di formulare frasi di senso compiuto (spesso si limita a pronunciare poche e stentate parole) e i suoi comportamenti appaiono socialmente inadeguati. Il suo unico interesse sembra essere quello di mangiare: è in grado di consumare enormi quantità di cibo in poco tempo, e questa è l'unica cosa che riesca a calmarlo quando è arrabbiato. Può inoltre trasformarsi in un ushitora (letteralmente "mucca tigre"), una strana creatura costituita da un incrocio tra un toro e una tigre. La trasformazione in ushitora è frequente quando il ragazzo è arrabbiato. Innamorato di Lamù, Rei si è fidanzato con lei causando le ire di Ran (a sua volta infatuata di lui). La storia con Lamù si è però interrotta bruscamente quando lei si è accorta di quanto il ragazzo fosse stupido e insensibile e lo ha lasciato. Rei però non si è dato per vinto e per tentare di riconquistare Lamù è venuto sulla Terra per cercarla.
Nel doppiaggio italiano di alcuni episodi della prima serie il suo nome è spesso riportato come "Lei", perché in giapponese il suono delle lettere "R" e "L" è intercambiabile. È doppiato in giapponese da Tesshō Genda e Katsuyuki Konishi (Lamù e i casinisti planetari - Urusei yatsura) e in italiano da Oreste Baldini (ep. 5-6, 59), Fabrizio Manfredi (ep. 43-44), Mino Caprio (ep. 68), Giorgio Locuratolo (ep. 110-152), Giuliano Bonetto (ep. 153-217), Andrea Beltramo (Lamù e i casinisti planetari - Urusei Yatsura).

### Kurama
Kurama (クラマ?) è la principessa dei tengu. Capricciosa ed esigente, soprattutto per quanto riguarda i suoi gusti verso il genere maschile, pur appartenendo alla razza dei tengu non ha l'aspetto buffo e grottesco dei suoi servitori ma è una bella fanciulla il cui unico elemento inconsueto sono un paio di ali collocate sulla testa. Con la sua razza in via di estinzione, ma nessun uomo umanoide sul pianeta, Kurama è stata messa in un sonno criogenico mentre i suoi attendenti cercano su altri pianeti un compagno adatto che la sveglierà con un bacio e con il quale dare un discendente alla stirpe dei tengu. Inizialmente la scelta ricade su Ataru, e quando Kurama si accorge che tipo di ragazzo è, cerca di educarlo per renderlo un degno padre dei suoi figli. I suoi tentativi però falliscono anche a causa delle interferenze della gelosa Lamù. In seguito Kurama scopre che la legge che le impone di sposare l'uomo che l'avesse svegliata con un bacio non ha alcun valore e a questo punto si ritiene libera di scegliersi l'uomo con cui si sposerà. Kurama si interessa quindi a Shutaro, Ryūnosuke e Rei, ma a causa dei suoi gusti esigenti e di complicazioni finisce sempre per fallire nei suoi piani.
È doppiata in giapponese da Rihoko Yoshida e Nana Mizuki (Lamù e i casinisti planetari - Urusei yatsura) e in italiano da Gabriella Andreini (ep. 1-109), Daniela Caroli (ep. 24), Renata Biserni (ep. 110-152), Antonella Baldini (ep. 153-217), Irene Scalzo (film), Elisa Giorgio (Lamù e i casinisti planetari - Urusei Yatsura).

### Ginger, Sugar e Pepper
Ginger (ジンジャ?), Sugar (シュガー?) e Pepper (ペッパー?) sono tre ragazzine aliene che frequentano la stessa scuola media dove hanno studiato Lamù e le sue amiche. Le giovani sono le componenti di una sukeban e ambiscono a diventare le delinquenti più temute della galassia, prendendo il posto che avevano occupato Lamù, Benten e Oyuki quando studiavano alle medie. Ginger, Sugar e Pepper cercano di scontrarsi con le "tardone" — così definiscono Lamù e le altre — per tentare di sconfiggerle e dimostrare la loro supremazia. Le sfide, però, si concludono sempre con esiti disastrosi per le giovani leve: le ragazzine vengono sempre battute o addirittura ignorate da Lamù e le sue amiche. Ginger (conosciuta anche come "Ginger la dea") è la più piccola del gruppo. Bionda, dai capelli corti, ha sulla testa un paio di orecchie a punta come quelle di un felino. Ginger ha il potere di riuscire a fingersi morta, e utilizza questa tattica per ingannare i suoi avversari che, preoccupati per le sue condizioni di salute, vengono assaliti da lei o dalle altre due ragazze. Sugar (conosciuta anche come "Sugar sette colori") ha l'abilità di mimetizzarsi con l'ambiente circostante come se fosse un camaleonte. Solitamente, però, il vantaggio dell'invisibilità viene annullato perché la ragazza ha con sé degli oggetti che rimangono visibili e che permettono di individuarla agevolmente. È la leader del trio. Pepper (conosciuta anche come "Pepper serpente velenoso") è la più alta e slanciata delle tre giovani teppiste. È in grado di liberarsi agevolmente dalla presa degli avversari cambiando pelle come se fosse un serpente.
Ginger è doppiata in giapponese da Chika Sakamoto e da Chitose Morinaga (Lamù e i casinisti planetari - Urusei yatsura), mentre in italiano da Susanna Fassetta (ep. 110-152), Isabella Guida (ep. 153-217) e Erica Laiolo (Lamù e i casinisti planetari - Urusei yatsura). Sugar è doppiata in giapponese da Chika Sakamoto e da Misaki Kuno (Lamù e i casinisti planetari - Urusei yatsura), mentre in italiano da Renata Biserni (ep. 110-152), Emanuela D'Amico (ep. 153-217) e Giulia Maniglio (Lamù e i casinisti planetari - Urusei yatsura). Pepper è doppiata in giapponese da Rumiko Ukai e da Rie Takahashi (Lamù e i casinisti planetari - Urusei yatsura), mentre in italiano da Renata Biserni (ep. 110-152), Clorinda Venturiello (ep. 153-217) e Annalisa Platania (Lamù e i casinisti planetari - Urusei yatsura).

### Genitori di Lamù
Il Padre (ラムの父?, Ramu no chichi) e la Madre di Lamù (ラムの母?, Ramu no haha) sono i genitori di Lamù. I loro nomi propri non vengono mai rivelati, gli altri personaggi si riferiscono a loro chiamandoli semplicemente "signore" e "signora". Come tutti gli oni hanno caratteristiche particolari: indossano sempre abiti tigrati, canini aguzzi e un paio di piccole corna sulla testa.
Il padre di Lamù è un grosso oni dall'aspetto terrificante, piuttosto rumoroso e irruente: incute timore ma la sua violenza è soltanto verbale. La madre di Lamù è una bella donna che si esprime soltanto nella lingua degli oni: nel manga i suoi dialoghi sono rappresentati con i disegni raffigurati sulle tessere del mahjong, mentre nell'anime si limita ad emettere dei suoni che soltanto Lamù, Ten e il marito comprendono. Entrambi sono in grado di volare; nell'anime la madre di Lamù è in grado di emettere scariche elettriche come la figlia, abilità che non è presente nel manga. Il padre di Lamù è doppiato da Ritsuo Sawa e Rikiya Koyama (Lamù e i casinisti planetari - Urusei Yatsura) e in italiano da Riccardo Garrone e Marco Panzanaro (Lamù e i casinisti planetari - Urusei yatsura); la madre di Lamù è doppiata da Reiko Yamada e Fumi Hirano (Lamù e i casinisti planetari - Urusei Yatsura), e in italiano da Rosalinda Galli, Isa Di Marzio e Marcella Silvestri (Lamù e i casinisti planetari - Urusei Yatsura).

### La madre di Ran
La madre di Ran è un'aliena casalinga, presente solo in alcuni ricordi d'infanzia della stessa Ran e di Lamù. È giovane, alta, magra, con una capigliatura uguale a quella della figlia e indossa solamente un succinto bikini nero. Quando Ran era una bambina piccola, viveva con lei sullo stesso pianeta di Lamù. La madre di Ran seguiva un approccio molto aggressivo e particolarmente severo nei confronti della figlia, che rimproverava in ogni occasione e puniva con fermezza (sculacciandola parecchie volte) quando si metteva nei guai. Come se non bastasse, la madre paragonava sempre la piccola Ran con Lamù, da lei considerata un modello da seguire e un perfetto esempio di bambina gentile e ben educata. È doppiata da Kazue Ikura (Lamù e i casinisti planetari - Urusei Yatsura) e in italiano da Giulia Franzoso.

### La madre di Ten
La madre di Ten è un vigile del fuoco intergalattico, molto premurosa e affettuosa con il figlio. Sorella della madre di Lamù, è spesso lontana da Ten a causa del suo lavoro, al quale si dedica con molta passione. La donna ha sviluppato una deformazione professionale che la porta ad accanirsi contro i piromani che giudica come i peggiori criminali esistenti. La madre di Ten non sa che il figlio è in grado di sputare fuoco, ed il bimbo (terrorizzato dai ricordi dei racconti della madre, che gli spiegava come torturava i piromani dopo averli catturati) fa di tutto per non farle conoscere questa sua abilità. Doppiata da Masako Katsuki e Tania De Domenico (oav)

### Kintaro
Kintaro (金太郎?) è un bambino alieno dal carattere piuttosto irascibile e violento. Dopo alcuni screzi diventa amico di Ten. Il suo personaggio appare soltanto in alcuni dei primi episodi dell'anime; nel manga ha una importanza molto marginale. Kintaro si muove a cavallo di un orso che è in grado di volare e ha sempre con sé un'ascia che accentua la sua aria di violento. L'aspetto fisico del bambino è praticamente identico a quello dell'omonimo personaggio del folclore giapponese; Kintaro si irrita quando le persone gli ricordano la sua somiglianza con il personaggio mitologico. Doppiato da Masako Nozawa.

### Dappya
I Dappya sono dei personaggi presenti nel primo racconto scritto dalla Takahashi, Kattena Yatsura, che interpretano dei piccoli camei in Lamù. Sono dei piccoli mostri dall'aspetto simile ad un grottesco pesce rosso: hanno grandi occhi neri e indossano sempre uno scafandro. All'interno degli episodi i Dappya appaiono per brevi istanti (ad esempio come cronisti del telegiornale o per commentare gli avvenimenti), ma in alcuni casi prendono parte come comparse agli eventi narrati. Il loro nome è preso in prestito da una caratteristica del loro modo di parlare: nel racconto originale concludono tutte le loro frasi con la parola "dappya!" (che significa anche noi).

## Altri personaggi

### Inaba
Inaba (因幡?) è un eccentrico ragazzo che indossa sempre un costume da coniglio (la sua divisa da lavoro). Il suo personaggio, nell'anime, appare soltanto nell'OAV Cosa accadrà nel futuro di Lamù? — dove è il protagonista della storia narrata — e nel film Lamù: Un ragazzo, una ragazza mentre nel manga appare più frequentemente. Inaba lavora per una organizzazione che opera nel subspazio; il suo compito è quello di costruire delle porte che rappresentano i vari futuri possibili per gli uomini. Durante una pausa dal lavoro, mentre è sulla Terra, Inaba conosce Shinobu e se ne innamora a prima vista. La ragazza è colpita dalle attenzioni del giovane e, dopo una serie di avventure che coinvolgeranno anche Ataru e Lamù, accetterà di uscire con lui. In seguito, come narrato nel manga, il rapporto tra i due ragazzi diventerà sempre più stretto fino al punto in cui formeranno una coppia fissa come Ataru e Lamù. Doppiato da Hirotaka Suzuoki (serie storica) e Miyu Irino (Lamù e i casinisti planetari - Urusei yatsura), Max Di Benedetto (OAV) e Jacopo Calatroni (Lamù e i casinisti planetari - Urusei yatsura)

### Kotatsu Neko
Kotatsu Neko (コタツネコ?), meglio conosciuto come Gatto del Kotatsu, è un gigantesco gatto che adora i kotatsu. Il personaggio è la reincarnazione dello spirito di un gatto deceduto a causa del freddo nel periodo Edo, due secoli prima dell'inizio della storia, e intenzionato a vendicarsi contro chi lo aveva scacciato. Nonostante le premesse e l'imponente aspetto fisico il gatto dimostra di avere un carattere estremamente docile e tranquillo. Normalmente trascorre le giornate sotto al kotatsu in compagnia del preside del liceo Tomobiki. È molto amico di Ten (che lo ha adottato), mentre ha un po' di rancore nei confronti di Ataru perché ha cercato di togliergli il kotatsu. Il Gatto Kotatsu è dotato di un'incredibile forza fisica; il carattere pacifico, però, lo porta ad utilizzare la sua forza solo per reagire contro chi tenta di portargli via il suo amato kotatsu o per difendere le persone che reputa sue amiche quando sono in difficoltà. Nell'anime il Gatto Kotatsu in alcuni episodi ha un ruolo da protagonista; tra questi si segnalano il 126 Panico in città, 146 La leggenda del kotatsu e 152 Ran e il Gatto Kotatsu. Più frequentemente, soprattutto nella seconda e nella terza parte degli episodi, il Gatto Kotatsu è il protagonista di scene comiche inserite all'interno delle singole puntate. È doppiato in giapponese da Tomohiro Nishimura nella serie storica e da Wataru Takagi nella seconda stagione della serie remake e in italiano da Francesco Gabrielli (ep. 153-217) nella serie storica e da Pietro Ubaldi nella seconda stagione della serie remake.

### Shingo
Shingo (真吾?) è un ragazzo nato e cresciuto in una foresta elettrica — uno degli stravaganti progetti della famiglia Mendo — nella quale ha vissuto sempre a fianco del nonno. Shingo è l'unico personaggio della serie immune alle scariche elettriche lanciate da Lamù, della quale si invaghisce. Shingo e il nonno sono stati scelti come guardie del corpo personali dei membri della famiglia Mendo: Shingo per Shutaro, e il nonno per il padre di Shutaro. Il risultato, però, è alquanto deludente: il nonno diventa quindi il giardiniere della tenuta dei Mendo mentre Shingo, nonostante sia stato addestrato all'arte del ninjutsu, riceve da Shutaro l'incarico di proteggere la sorella Ryoko. A seguito del suo nuovo incarico Shingo finisce per innamorarsi di Ryoko, che accetterà la sua corte solo per indispettire il fratello. Doppiato in italiano da Dario Sansalone.

### Nagisa Shiowatari
Nagisa Shiowatari (潮渡渚?, Shiowatari Nagisa) è un ragazzo che si veste e si comporta come una donna. Pur non avendo tendenze omosessuali, adora indossare abiti femminili e sfrutta la sua passione per tentare di attirare clienti per il ristorante sulla spiaggia gestito dal padre. Il signor Fujinami e il padre di Nagisa sono grandi amici, e alla nascita dei loro figli si misero d'accordo per organizzare un matrimonio combinato tra Nagisa e Ryunosuke. Nagisa e il padre, in realtà, sono dei fantasmi: i due sono morti in seguito ad una indigestione di gelato al riccio di mare mentre stavano mettendo a punto la ricetta per proporlo ai loro clienti. A seguito del magico potere di una lacrima di riccio gigante Nagisa riacquista sembianze terrene; questo gli permette di stare accanto a Ryunosuke (della quale si è innamorato a prima vista). Ryunosuke, dal canto suo, si affeziona a Nagisa anche se rimane diffidente. Doppiato da Yayoi Mitsuki nella prima serie e Ayumu Murase e Mario Giarola in Lamù e i casinisti planetari - Urusei yatsura

### Kitsune
Kitsune (キツネ?) è un personaggio che si ispira all'omonimo spirito presente nella mitologia giapponese. Si tratta di un cucciolo di volpe, dotato del potere di cambiare a piacimento il proprio aspetto e di prendere le sembianze di altre persone. Il suo potere, però, non è molto efficace e nelle sue trasformazioni Kitsune mantiene sempre l'aspetto e la voce da cucciolo e le orecchie e la coda da volpe rimangono ben visibili: chi lo vede lo smaschera immediatamente o fa finta di rimanere impressionato dalla trasformazione. Kitsune, al suo arrivo sulla Terra, si ritrova coinvolto in una rissa tra cani in cui sta per avere la peggio e viene salvato dall'intervento di Shinobu che allontana gli assalitori. Dopo questo incontro Kitsune si innamora perdutamente di Shinobu, e cerca spesso di rintracciarla per confessarle il suo amore. Kitsune sembra non conoscere niente del mondo moderno, si lascia influenzare dalle credenze popolari ed è convinto che le fotografie possano imprigionare le persone. Doppiata da Rie Kugimiya (Lamù e i casinisti planetari - Urusei yatsura) e da Deborah Morese (Lamù e i casinisti planetari - Urusei yatsura).

### Tritone
Tritone (三全音?) è un buffo mostro marino che compare soltanto in alcuni episodi, ambientati generalmente al termine delle vacanze estive. Vive sul fondo di piscine o parchi acquatici e ha un carattere estremamente malinconico: nelle sue apparizioni si commuove sistematicamente mentre osserva il sole che tramonta o all'idea che il periodo estivo — con la sua spensieratezza — stia per finire. Il tritone viene adottato da un bambino e si innamorerà di una impassibile pesciolina rossa che si trova nella stessa vasca che lo ospita. È doppiato da Shūhei Nakano (Lamù e i casinisti planetari - Urusei yatsura).

### Soban
Soban (総番?, Sōban) è uno studente del liceo Butsumetsu, scuola rivale del liceo Tomobiki frequentato dai protagonisti della storia. Soban è il capo di una banda di teppisti e ha un aspetto grottesco. Molto alto e tarchiato, ha una bocca larghissima con labbra mostruose, la testa quasi completamente calva e occhi piccoli nascosti da un paio di occhialetti scuri. Non è molto intelligente, tanto che anche i suoi scagnozzi lo incitano spesso a comportarsi in una maniera più adeguata alle circostanze. È innamorato di Shinobu che però rifiuta le sue attenzioni.

### Torajima
Torajima (虎縞?) è un gigantesco gatto tigrato che abita sui tetti delle case del quartiere in cui si trova l'abitazione dei Moroboshi. Porta una benda sull'occhio destro, è dotato di una grande forza fisica e ha un carattere arrogante. Torajima è il nemico giurato di Ten e ogni volta che incontra il bimbo lo attacca violentemente. Ten si difende dagli attacchi di Torajima usando l'unica arma a sua disposizione: il fuoco che può lanciare dalla bocca.

### Elle
Elle è l'antagonista principale del primo film Lamù - Only You, è la giovane regina del pianeta Elle ed ha la bizzarra abitudine di congelare tutti gli uomini che le piacciono. Da piccola, in gita sulla Terra, è stata corteggiata da Ataru e si fidanza con lui. Tornata sul suo pianeta, attende 11 anni prima di rincontrare e convolare a nozze con il ragazzo. Bellissima e dai corti capelli rosa, voleva sposare Ataru prima che Lamù cercasse di fermarla, però questa era la fine che ebbe in riserbo per Ataru, ma grazie a Lamù e amiche, alla fine viene salvato. Si scopre che Ataru ha ingannato Elle, facendole credere di aver calpestato la sua ombra che, secondo una tradizione del suo pianeta natale, promette un fidanzamento.

### Mujaki
Mujaki è l'antagonista principale del secondo film di Lamù - Beautiful Dreamer, è un folletto che realizza i sogni delle persone, stanco però di sogni malvagi pensa di ritirarsi, quando però incontra Lamù in un acquario e allora, colpito dalla sua gentilezza, esaudisce il suo desiderio. Ha un tapiro in grado di divorare i sogni realizzati dal suo padrone.

### Ruu
Ruu è l'antagonista principale del terzo film di Lamù - Remember My Love, è un ragazzo del futuro che ha trovato una sfera magica contenente una maledizione verso Lamù, anche se lui non lo sa, e grazie ad essa acquisisce enormi poteri, compreso tornare indietro nel tempo il che gli permette di incontrare Lamù da piccola. È un ragazzo molto solo (i suoi genitori sono sempre lontani da casa) e prova qualcosa per Lamù. A causa della sfera magica (maledetta dalla Strega della Grande Quercia) Ruu intende separare Lamù da Ataru per sempre. È un lontano pronipote dell'aliena.

### Rupa
Rupa è l'antagonista principale nel manga originale nella serie e quinto film di Lamù - Boy meets girl: Un ragazzo, una ragazza, è il principe del mondo dell'oscurità, gli viene promessa come sposa Lamù (quando era piccola) da suo nonno il quale salva la vita al bisnonno di Lamù e quest'ultimo non avendo soldi promette la primogenita in sposa a Rupa. Doppiato in italiano da Matteo De Mojana.

### Carla
Carla fin da piccola era innamorata di Rupa, ma quando quest'ultimo le mostra la foto della sua promessa sposa lei si arrabbia e cambia carattere diventando da premurosa e dolce a testarda e violenta, nonostante tutto alla fine Rupa le chiede di sposarla. Lei compare solo nel manga originale della serie e nel quinto film Lamù - Boy meets girl: Un ragazzo, una ragazza.